# Мемнон Родосский
Ме́мнон (др.-греч. Mεμνων; ок. 380 до н. э., Родос — 333 до н. э., Лесбос) — древнегреческий военачальник, служивший в персидской армии. Брат другого знаменитого военачальника Ментора, которому был во многом обязан своим высоким положением.
Мемнон руководил войсками во время вторжения македонян под командованием Пармениона и Аттала в 336 году до н. э. в Азию. Действия Мемнона позволили персам вытеснить вторгшиеся на территорию империи Ахеменидов войска. Когда через несколько лет в Азии высадилась армия Александра Македонского Мемнон предложил не вступать в бой, а использовать тактику выжженной земли. Его предложение не было принято. В ходе последующей битвы войско персов было наголову разбито.
После поражения Дарий III назначил Мемнона руководителем всех войск и флота в Малой Азии и Эгейском море. Мемнону удалось собрать остатки уцелевших войск и начать эффективные действия в Эгейском море. Он захватил Хиос, большую часть Лесбоса и начал вести переговоры об активизации греческого противостояния македонской гегемонии. Смерть Мемнона от болезни во время осады Митилены в 333 году до н. э. перечеркнула планы персов по противодействию Александру.

## Биография

### Происхождение. Карьерный рост
Мемнон родился около 380 года до н. э. на острове Родос. Он стал представителем класса профессиональных военачальников наёмных армий, который возник в Греции после окончания Пелопоннесской войны в 404 году до н. э. Сестра Мемнона и его старшего брата Ментора была женой персидского сатрапа Геллеспонтской Фригии Артабаза. Историк Д. Роп допускает вероятность того, что братья наладили отношения с Артабазом ещё во время своего пребывания на Родосе. Они могли быть посредниками между персидским сатрапом и Афинами, а также военачальником Харесом, который впоследствии воевал на стороне Артабаза. Впервые в источниках Мемнон упомянут в контексте событий 363 или 362 года до н. э. Демосфен утверждал, что когда Автофрадат заключил под стражу их зятя Артабаза, молодые братья привлекли к освобождению наёмников во главе с Харидемом. Однако вместо того чтобы вести войну с Автофрадатом Харидем захватил три дружественных эолийских города Скепсис, Илион и Кебрен. Современник Харидема Демосфен писал, что жители этих городов никак не ожидали такого поворота событий и не выставили охрану. Другие позднеантичные авторы Полиэн и Плутарх связывали завоевание Илиона с военной хитростью. Харидем подкупил некоего илионца, который с переодетыми рабами воинами привёл в город коня. Чтобы пропустить процессию охранники открыли ворота. Воины Харидема перебили охрану, после чего в город устремилось основное войско. Таким образом, Илион был в очередной раз взят при помощи коня. После того как Автофрадат освободил Артабаза последний собрал войско и направился в Эолиду. Почувствовав опасность Харидем обратился за помощью к афинянам, которые прислали корабли для эвакуации. Остаётся неясным, что Харидем обещал афинянам, но несомненно, что им были взяты некие обязательства. Мемнон и Ментор уговорили Артабаза не препятствовать бегству Харидема из Азии.
В 358 году до н. э. фригийский и другие персидские сатрапы подняли восстание против царя Артаксеркса III. Ментор и Мемнон, которые на тот момент правили в Троаде, были вынуждены присоединиться к своему родственнику. Остаётся неясным, были ли города Троады пожалованы братьям за службу, либо захвачены во время восстания. Однако, когда сатрапы проиграли, Артабаз, Мемнон и Ментор в конце 353 или начале 352 года до н. э. были вынуждены бежать. Бывший сатрап и Мемнон нашли убежище в Македонии при дворе Филиппа II, а Ментор — египетского фараона Нектанеба II. Оба государства враждовали с империей Ахеменидов и, соответственно, беглецы могли не опасаться их выдачи персам.
Полиэн упоминает об участии Мемнона в войне с царём Боспорского царства Левконом I. Этот фрагмент предполагает несколько трактовок. По одной версии, Мемнон участвовал в войне между вифинской Гераклеей и Боспорским царством, когда был на службе у персов. Также он мог воевать на стороне фракийцев во время изгнания. Существует предположение, что Мемнон мог выполнять поручение Филиппа II по ослаблению влияния Афин в регионе. По предположению историка Д. Б. Грибанова, Мемнон в северном Причерноморье также выполнял разведывательные и дипломатические задачи.
Через некоторое время брат Мемнона Ментор вновь поступил на службу к персам и участвовал в подавлении восстания в Египте. В 342 году до н. э. он был назначен главнокомандующим в приморских азиатских провинциях. Ему удалось добиться прощения для Артабаза и Мемнона, которые вернулись в Азию. Филипп II с помощью Артабаза, Ментора и Мемнона смог добиться заключения союзного договора с Артаксерксом III.
После смерти Ментора, кроме земельных владений, Мемнон унаследовал и должность главного военачальника всех персидских войск в Малой Азии. До вторжения македонян Мемнон победил войска Хареса, который осаждал Лесбос.

### Вторжение македонян при Филиппе II
Вторжение македонян в Азию началось ещё при Филиппе II. Весной 336 года до н. э. десятитысячное войско под командованием Пармениона и Аттала было переброшено через Геллеспонт. Вначале Мемнон не обладал достаточными силами, чтобы противостоять этому вторжению. Он лишь сумел перекрыть македонянам дорогу к столице сатрапии Сардам. Персидское войско под командованием Мемнона благодаря новым вербовкам и помощи со стороны Дария III в 5000 солдат получило возможность начать контрнаступление.
В первой же битве при Магнесии-на-Меандре Мемнон с меньшими силами одержал победу. Полиэн описал хитрость благодаря которой войско Пармениона и Аттала было разбито. Персидский военачальник несколько раз выводил войско, но с началом наступления македонян приказывал своим солдатам отступить за укрепления. Вскоре македоняне расслабились и перестали воспринимать персидское войско в качестве серьёзной угрозы. В то время, как они были заняты приготовлением завтрака, Мемнон приказал идти в атаку. После чего Мемнон пересёк горы Иды и попытался взять штурмом Кизик. После неудачи он отправился на помощь к Гринею, который осаждал Парменион.
Действия Мемнона нарушили планы македонян. Ход военной кампании также затормозило убийство Филиппа II в 336 году до н. э. Македонскую армию ослабила и смерть одного из военачальников Аттала. Парменион в одиночку не мог противостоять персидскому войску Мемнона. Он прекратил осаду Питаны в Эолии и, по приказу Александра, уехал в Македонию. Преемник Пармениона Калас был разбит Мемноном в Троаде и отступил к Геллеспонту. Таким образом, Мемнону удалось практически полностью, за исключением Абидоса и Ретейона, вытеснить македонян из Азии. Впоследствии полководцу ставили в вину, что он не очистил всё побережье Малой Азии от македонян, тем самым оставив для Александра возможность беспрепятственного перехода через Геллеспонт.

### Война с Александром Македонским
Ранней весной 334 года до н. э. войско Александра Македонского вторглось в Азию. К Мемнону на помощь пришли сатрапы нескольких персидских провинций. Из всех военачальников лишь Мемнон обладал определённым планом действий в предстоящей войне. На военном совете он предложил не принимать бой, а использовать тактику выжженной земли. Персы должны были уничтожать поля, засыпать колодцы, уводить скот в тыл и сжигать свои города с целью недопущения их захвата или использования македонской армией. Мемнон утверждал, что персидская пехота значительно слабее македонской. В случае поражения, по его мнению, они потеряют всю страну, а победы — не достигнут перелома в войне, так как враг находится недалеко от Македонии и сможет отступить. Возможно, вся эта история является поздним вымыслом со стороны греческих авторов, которые в целом благожелательно относились к этому персидскому военачальнику. Также Мемнон предлагал использовать «греческий фактор» и спровоцировать восстания в греческих полисах против македонской гегемонии. Однако совет персидских военачальников, в который входили Арсит, Спифридат, Митробузан и другие вельможи, отклонил этот план. Персы посчитали неприемлемым уничтожение имущества своих же подданных. Также, одним из факторов такого решения была неприязнь военачальников к греку по национальности и любимцу Дария III Мемнону. Армия персов была наголову разбита Александром на реке Граник. Плутарх, при описании сражения, напрямую не упоминает Мемнона. Он описывает храбрых греческих наёмников на стороне персов, которыми должен был руководить Мемнон. Диодор Сицилийский упоминает Мемнона на левом фланге вместе со своей конницей рядом с другими персидскими военачальниками. После поражения Дарий III всё же смог оценить стратегические замыслы Мемнона и в 334 году до н. э. назначил его главнокомандующим всех персидских войск.
Согласно Полиэну, Александр приказал македонянам оставлять нетронутыми владения Мемнона, которые находились на северо-западе Малой Азии, чтобы вызвать подозрения у персов к своему военачальнику, греку по национальности.
Став главнокомандующим, Мемнон сделал ставку на борьбу с Александром в его тылу. С остатками уцелевших войск Мемнон бежал в сторону Милета. Осада города македонянами была недолгой. После взятия Милета Мемнон со своими наёмниками стал укреплять Галикарнас. Также он занялся усилением флота персов в Эгейском море для дальнейших военных действий в Греции. Осада Галикарнаса для Александра оказалась наиболее сложной за весь поход. Город был хорошо укреплён задолго до вторжения Александра, источники упоминают и других персидских военачальников, но все успехи при обороне города приписывают Мемнону.
Хоть персидский военачальник и не смог удержать города в Малой Азии, он начал проводить наступательные действия в Эгейском море. Мемнон смог захватить Хиос и несколько мелких городов на Лесбосе (в Эресе была восстановлена тирания Агониппа и Эврисилая), разбить митиленский флот и начать осаду Митилены. На этом фоне в Греции активизировались антимакедонские силы, готовые присоединиться к войскам Мемнона, как только тот покажется у европейского побережья. Афины и Спарта даже отправили к нему послов.
Во время осады Митилены Мемнон заболел и умер. После его смерти среди персов возникли разногласия относительно дальнейших действий. Афинский военачальник на службе Дария III Харидем выступил за продолжение реализации плана Мемнона по ведению военных действий. В ходе препирательств Харидем допустил несколько смелых заявлений, за что был казнён. Смерть Мемнона стала тяжёлой потерей для персов. Хоть Дарий III сразу и не отказался от ведения военных действий в Эгейском море, преемники Мемнона Фарнабаз и Автофрадат оказались не способными выполнить возложенные на них задачи.

## Семья
Из доступных источников ничего не известно о родителях и предках Мемнона. У военачальника был брат Ментор и сестра, которая вышла замуж за сатрапа Фригии и, возможно, представителя династии Ахеменидов Артабаза. У Артабаза, согласно Диодору Сицилийскому, было одиннадцать сыновей и десять дочерей. Квинт Курций Руф упоминает девять сыновей Артабаза, которые сопровождали престарелого отца во время встречи с Александром. Артабаз, Ментор и Мемнон после участия в неудачном восстании против Артаксеркса III находились в опале и были вынуждены покинуть Азию. Мемнон и Артабаз вместе с семьями нашли убежище при дворе македонского царя Филиппа II.
Дети Артабаза, среди которых особо выделяют Барсину, получили греческое воспитание. Она могла быть как племянницей Мемнона, так и не иметь с ним родственных отношений, если родилась от другой жены Артабаза. Историки полагают, что Барсина, которая была ровесницей Александра, могла познакомиться с молодым царевичем. Девушку выдали замуж за Ментора, которому Артабаз был обязан возвращением на родину. Данный брак мог являться запорукой союза между полководцем Ментором и представителем персидской знати. От Ментора Барсина родила дочь, которую впоследствии Александр выдал замуж за своего военачальника Неарха. У Ментора было три дочери, которые скорее всего родились от других женщин.
После смерти Ментора около 340 года до н. э. Барсину выдали замуж за Мемнона. Возможно, мотивы брачного союза носили тот же характер как и при женитьбе Ментора. Во втором браке Барсина родила Мемнону сына. Судя по всему Мемнон имел детей и от других женщин. Во время вторжения Александра Мемнон отправил Барсину с детьми ко двору Дария III. Официальным предлогом было обеспечение их безопасности, хотя, историки не исключают других причин. Греческое происхождение Мемнона давало повод относиться к нему с подозрительностью. Жена и дети военачальника при дворе царя царей являлись своего рода заложниками и залогом верности.
Повторно овдовевшая Барсина после поражения персов при Иссе в 333 году до н. э. попала в плен к Александру. Она стала наложницей молодого царя. По свидетельству Плутарха, до своей женитьбы на Роксане македонский царь не знал ни одной женщины, кроме Барсины. У них в 327 году до н. э. родился сын Геракл.
Сохранился камень с псефизмой Народного собрания Афин где воздаются почести некоему Мемнону, чьи предки Артабаз и Фарнабаз помогали афинянам. Надпись датирована 327/326 годом до н. э. Историк Э. В. Рунг провёл исследование относительно идентификации этого Мемнона. На момент принятия псефизмы персидский военачальник Мемнон был мёртв. Упомянутый в надписи Мемнон мог быть сыном военачальника от Барсины, либо племянником полководца Мемнона.

## Оценки
Античные авторы в целом относились к Мемнону с уважением. Диодор Сицилийский назвал советы военачальника относительно «тактики выжженной земли» «превосходными», а Квинт Курций Руф — «спасительным планом» для персов. Также согласно античным источникам, Александр Македонский считал, что лишь Мемнону под силу воспрепятствовать его планам.
Большинство историков считают предложенную Мемноном стратегию наиболее эффективной для отражения нападения Александра Македонского. Согласно подсчётам историка Д. Энгельса, в армии Александра запасов провианта хватило бы лишь на десять дней. Возможно, план Мемнона не был принят лишь в связи с его сложной реализуемостью. Крестьяне Малой Азии не были лояльны к Дарию III. Соответственно они могли оказывать противодействие отступающим персидским войскам во время уничтожения их полей и запасов продовольствия. Также план Мемнона не учитывал возможности снабжения армии Александра через Геллеспонт из Македонии. Более того, военная выгода от изматывания армии Александра могла оказаться иллюзорной, так как с высокой вероятностью по всей стране могли начаться восстания недовольных уничтожением их владений сатрапов. Нельзя исключать и прямой приказ Дария III «победить Александра» на поле боя.
Историки называют Мемнона единственным персидским полководцем, который смог бы остановить войска Александра Македонского. Это мнение возникло на основании успехов Мемнона при отражении наступления македонян под командованием Пармениона и Аттала, разумном предложении не вступать в битву при Гранике, доблестной защите Галикарнаса и морской операции в Эгейском море, которая поставила под угрозу снабжение армии Александра. По мнению историка А. С. Шофмана, Мемнон был последним представителем той силы персов, опиравшейся на греческих наёмников, которые были чуть ли не главной надеждой Дария III на победу. С преждевременной гибелью Мемнона связывают поражение персов в Эгейском море, которое дало Александру возможность продолжить завоевание империи Ахеменидов. На этом фоне существуют мнения о том, что таланты Мемнона как полководца несколько преувеличены. Так, обращает на себя внимание, что Галикарнас был взят с помощью осадных машин, которые могли доставить лишь морем из Македонии. Мемнон обладал большим флотом и не смог воспрепятствовать переброске машин.

## В кинематографе
Мемнон изображён в фильме «Александр Великий» 1956 года. Полководца сыграл английский актёр П. Кушинг.

### Исследования
- Белох К. Ю. Греческая история: в 2 т. / пер. с нем. М. О. Гершензона; под ред. и со вступ. ст. Ю. И. Семёнова. — М.: Государственная публичная историческая библиотека России, 2009. — Т. 2: Кончая Аристотелем и завоеванием Азии. — ISBN 978-5-85209-215-1.
- Берве Г. Тираны Греции. — Ростов-на-Дону: Феникс, 1997. — (Исторические силуэты). — ISBN 5-222-00368-X.
- Дандамаев М. А.-К. Политическая история Ахеменидской державы / Утверждено к печати Ученым советом Института востоковедения Академии наук СССР. — М.: Главная редакция восточной литературы издательства «Наука», 1985.
- Дройзен И. Г. История эллинизма. История Александра Великого. — М.: Академический проект, 2011. — 623 с. — (Технологии истории). — ISBN 978-5-8291-1304-9.
- Завойкин А. А. Ахемениды и Боспор: (историографический аспект проблемы) // Проблемы истории, филологии, культуры. — 2015. — Вып. 15, № 1. — С. 240—261. — ISSN 2658-316X.
- Эллис Дж.-Р. Македония и северо-западная Греция // Кембриджская история древнего мира / под редакцией Д.-М. Льюиса, Дж. Бордмэна, С. Хорнблоуэра, М. Оствальда. Перевод, научное редактирование, примечания А. В. Зайкова. — М.: Ладомир, 2017. — Т. VI. Четвёртый век до нашей эры. Второй полутом. — 720 с. — ISBN 978-5-86218-542-3.
- Киляшова К. А. Политическая роль Барсины, дочери Артабаза // Учёные записки Казанского университета. Серия гуманитарные науки. — 2016. — Т. 159, № 6. — С. 1393—1403. — ISSN 2500-2171.
- Клейменов А. А. Тактика «выжженной земли» или открытое сражение: выбор стратегии персидским командованием в 334 г. до н. э. // Научные ведомости Белгородского государственного университета. Серия: история. Политология. — 2016. — Вып. 236, № 15. — С. 20—28. — ISSN 2075-4558.
- Рунг Э. В. IG. II2. 356: Афины и Мемнон Родосский // Вопросы эпиграфики. — М., 2011. — Вып. 5. — С. 192—206.
- Рунг Э. В. Военно-политическая деятельность Ментора Родосского // МНЕМОН. Исследования и публикации по истории античного мира. — 2014. — № 14. — С. 143—160. — ISSN 1813-193X.
- Холод М. М. Митилена при Александре Великом: путь к демократии под монархической эгидой // Вестник Санкт-Петербургского университета. История. — 2010. — № 4. — С. 36—45. — ISSN 2541-9390.
- Холод М. М. О Менторе и Мемноне Родосских: один сюжет из их биографий // Мнемон: Исследования и публикации по истории античного мира. — 2018. — № 18—1. — С. 277—295. — ISSN 1813-193X.
- Шифман И. Ш. Александр Македонский / ответственный редактор Э. Д. Фролов. — Л.: Наука, 1988. — ISBN 5-02-027233-7.
- Шофман А. С. Первый этап антимакедонского движения периода восточных походов Александра Македонского // Вестник древней истории. — М.: Наука, 1973. — Вып. 126, № 4. — С. 117—135.
- Heckel W. Attalus 1 // Who's Who in the Age of Alexander the Great: Prosopography of Alexander's Empire (англ.). — Malden; Oxford; Carlton: Blackwell Publishing, 2006. — P. 62. — ISBN 1-4051-1210-7.
- Kahrstedt U.[нем.]. Memnon 3 // Paulys Realencyclopädie der classischen Altertumswissenschaft :  [нем.] / Georg Wissowa. — Stuttgart : J. B. Metzler’sche Verlagsbuchhandlung, 1931. — Bd. XV, Erste Hälfte (XV, 1). — Kol. 652—653.
- Kirchner J.[нем.]. Charidemos 5 // Paulys Realencyclopädie der classischen Altertumswissenschaft :  [нем.] / Georg Wissowa. — Stuttgart : J. B. Metzler’sche Verlagsbuchhandlung, 1899. — Bd. III, Zweite Hälfte (III, 2). — Kol. 2135—2138.
- McCoy W. J. Memnon of Rhodes at the Granicus (англ.) // The American Journal of Philology. — The Johns Hopkins University Press, 1989. — Vol. 110, no. 3. — P. 413—433. — doi:10.2307/295218. — JSTOR 295218.
- Panovski S., Sarakinski V. Memnon, the Strategist (англ.) // Macedonian Historical Review. — Skopje: University of Ss. Cyril and Methodius--Skopje, Faculty of Philosophy, 2011. — Vol. 2. — P. 7—27. — ISSN 1857-7032.